# Шинова, Матильда
Матильда Шинова (чеш. Matylda Šínová, род. 29 марта 1933 года, Брно), в замужестве Матоушкова (чеш. Matoušková) и Ружичкова (чеш. Růžičková), — чехословацкая спортивная гимнастка. Двукратная медалистка Олимпийских игр в командном многоборье (бронза в 1952 году в Хельсинки и серебро в 1960 году в Риме).

## Биография
Представляла Чехословакию на трёх Олимпиадах, в 1952 году в Хельсинки, в 1956 году в Мельбурне и в 1960 году в Риме.
На Олимпийских играх 1952 года в Хельсинки заняла 33-е место в личном зачёте (в личном многоборье), при этом в командном зачёте (в командном многоборье) сборная Чехословакии завоевала бронзовые медали. В командных упражнениях с предметом чехословацкие гимнастки стали 6-ми.
На Олимпийских играх 1956 года в Мельбурне заняла 25-е место в личном зачёте (в личном многоборье), при этом в командном зачёте (в командном многоборье) сборная Чехословакии заняла 5-е место. В командных упражнениях с предметом чехословацкие гимнастки стали 7-ми.
На Олимпийских играх 1960 года в Риме завоевала с командой ЧССР серебро в командном многоборье; при этом в личном зачёте (в личном многоборье) заняла 26-е место, ни в один из финалов в отдельных видах не вышла.